# سوق الربوع (الحيمة الخارجية)

تعديل مصدري - تعديل

سوق الربوع هي إحدى قرى عزلة وهبي بمديرية الحيمة الخارجية التابعة لمحافظة صنعاء، بلغ تعداد سكانها 24 نسمة حسب تعداد اليمن لعام 2004.